# Třída Lütjens
Třída Lütjens (či též typ 103) byla třída raketových torpédoborců německého námořnictva. Jednalo se o derivát americké třídy Charles F. Adams. Postaveny byly tři jednotky této třídy. Ve službě byly v letech 1969–2003. Jsou to poslední postavené německé torpédoborce. Ve službě je nahradily nové lodě třídy Sachsen, které sice mají výrazně větší výtlak, ale jsou Německem klasifikovány jako fregaty. Torpédoborec Mölders byl zachován jako muzejní loď.

## Stavba
Celkem byly postaveny tři jednotky této třídy. Stavbu zajistila americká loděnice Bath Iron Works. Torpédoborce byly do služby přijaty v letech 1969–1970.
Jednotky třídy Lütjens:
| Jméno           | Založení kýlu | Spuštěna       | Vstup do služby | Status                                       |
| --------------- | ------------- | -------------- | --------------- | -------------------------------------------- |
| Lütjens (D 185) | 1966          | 11. srpna 1967 | 22. března 1969 | Vyřazen 2003.                                |
| Mölders (D 186) | 1966          | 13. dubna 1968 | 20. září 1969   | Vyřazen 2003. Muzejní loď ve Wilhelmshavenu. |
| Rommel (D 187)  | 1967          | 1. února 1969  | 2. května 1970  | Vyřazen 1999.                                |

## Konstrukce

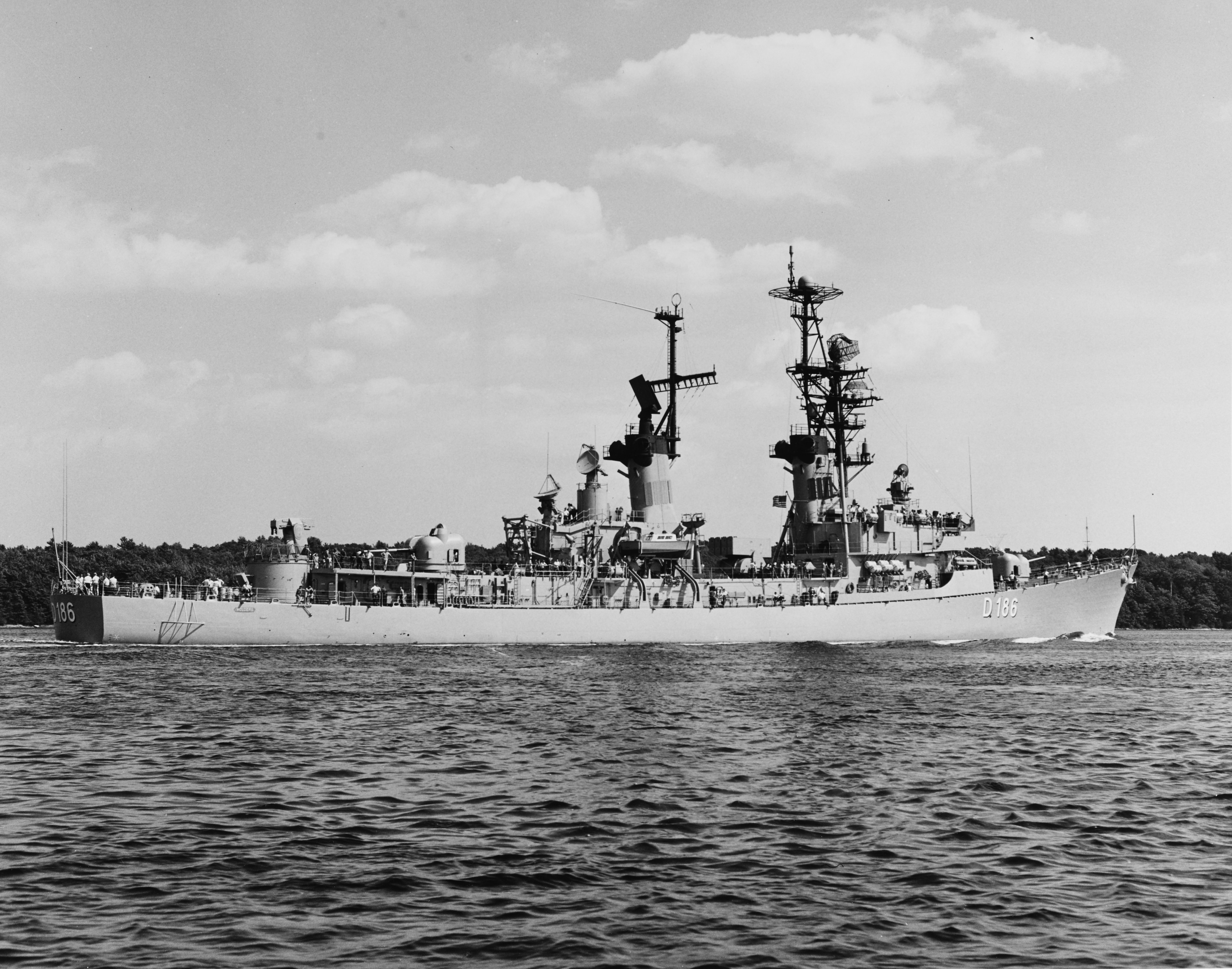
Mölders

Elektronické vybavení zahrnovalo bojový řídící systém SATIR I, radarové systémy SPS-52, SPS-40, SPS-10, SPG-51 (2×), SPG-53, sonar SQS-23 a systém elektronického boje WLR-6. Hlavňovou výzbroj tvořily dva 127mm/54 kanóny Mk.42 v dělových věžích na přídi a na zádi. Mezi komíny bylo umístěno osminásobné vypouštěcí zařízení raketových torpéd ASROC. Na zádi bylo umístěno jednoduché vypouštěcí zařízení Mk.13, ze kterého byly odpalovány protiletadlové řízené střely RIM-24B Tartar. Protiponorkovou výzbroj doplňovaly dva trojité 324mm protiponorkové torpédomety. Pohonný systém tvořily čtyři kotle Combustion Engineering a dvě sady turbín General Electric o výkonu 70 000 hp. Nejvyšší rychlost dosahovala 36 uzlů. Dosah byl 4500 námořních mil při rychlosti 20 uzlů.

### Modifikace

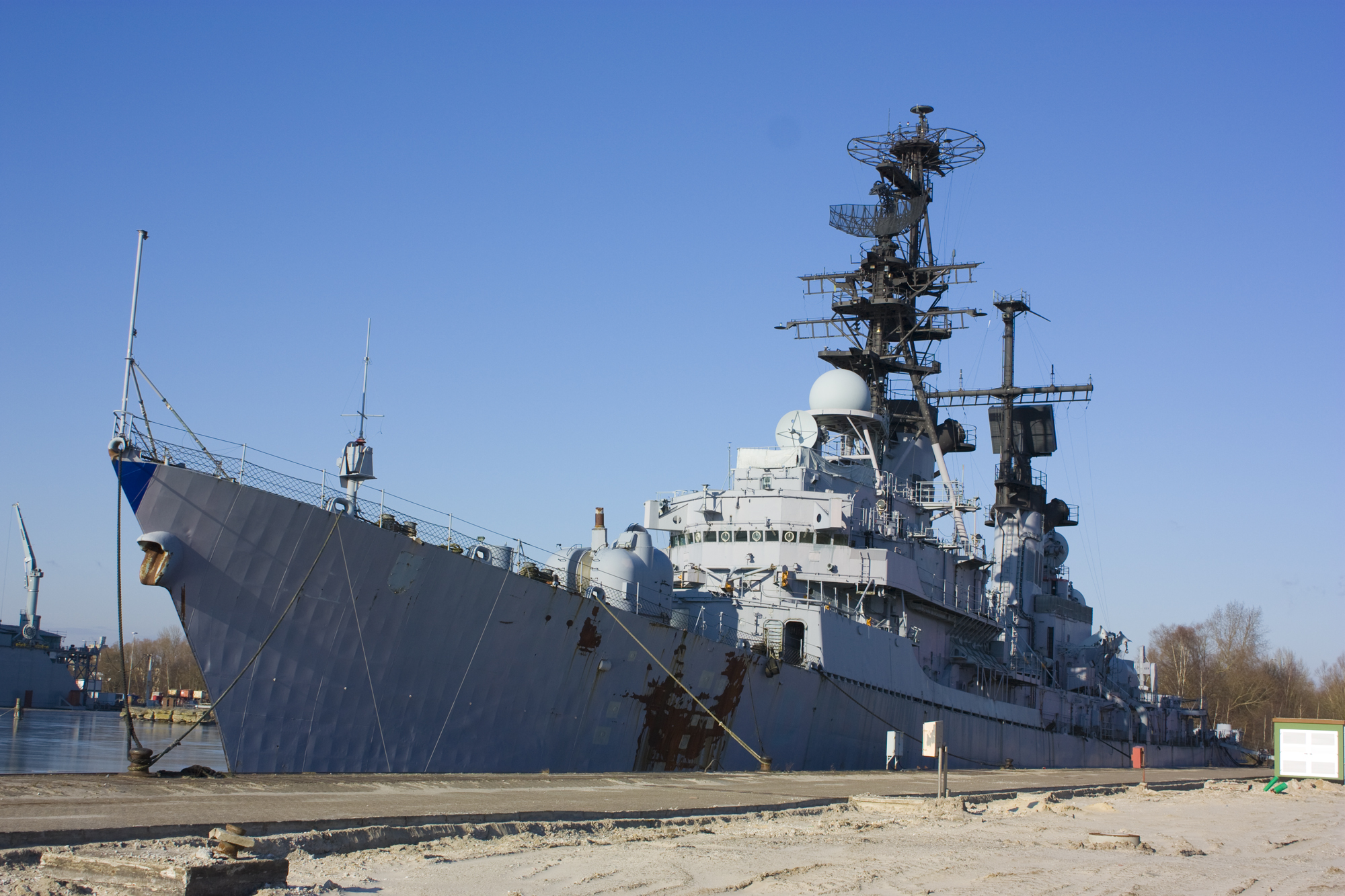
Odzbrojený vyřazený torpédoborec Lütjens (D 185) v roce 2012

V letech 1977–1980 torpédoborce prodělaly modernizaci na standard typ 103A. Hlavní změnou byla náhrada zastaralého kompletu Tartar výkonnějším Standard SM-1MR. Střel bylo i nadále neseno 40 kusů.
V letech 1983–1986 torpédoborce prodělaly modernizaci na standard typ 103B. Upravené odpalovací zařízení střel Standard nyní mohlo vypouštět i protilodní střely Boeing Harpoon. Obvyklou zásobu munice představovalo 36 střel SM-1MR a čtyři střely Harpoon. Upraveno bylo rovněž složení elektroniky. Radary SPG-51, sonar SQS-23 a systém WLR-6 byly demontovány. Nahradily je radary SPG-51C (2×), sonar DSQS-21B, systém elektronického boje FL-1800S a dva vrhače klamných cílů SRBOC.
V 90. letech střelecký radar SPG-53 nahradil typ SPG-60 a víceúčelový vyhledávací radar SPQ-9. Obranu posílily vlečené protitorpédové klamné cíle SLQ-25 Nixie. Sestavu výzbroje naopak rozšířily dva systémy blízké obrany RIM-116A RAM a dva 20mm kanóny.